# بازداشتگاه کلدیتز
بازداشتگاه کلدیتز (انگلیسی: Colditz) نام یک مجموعه تلویزیونی بریتانیایی است که مابین سال‌های ۱۹۷۲ تا ۱۹۷۴ میلادی از شبکهٔ بی‌بی‌سی وان پخش شد.
داستان این مجموعه، دربارهٔ اسرا و زندانیان جنگی اصلاح‌ناپذیر متفقین است که بیشترشان درجه‌داران و افسرانی هستند که بارها اقدام به فرار از سایر زندان‌ها نموده‌اند و اینک به قلعه کلدیتز منتقل شده‌اند که فرار از آن غیرممکن است.
این سریال، در سال‌های ۱۳۵۱ و ۱۳۵۲ خورشیدی با دوبلهٔ فارسی از تلویزیون ملی ایران پخش شد.